# Bălan (Harghita)
Bălan [bəˈlan] (ungarisch Balánbánya [ˈbɒlaːnbaːɲɒ], deutsch (alt) Kupferbergwerk) ist eine Kleinstadt im Kreis Harghita in der Region Siebenbürgen in Rumänien.

## Geographische Lage
Die langgestreckte Kleinstadt Bălan liegt in den Ostkarpaten am Fuße des Hășmașu Mare-Gebirges am Oberlauf des Olt (Alt). Die etwa drei Kilometer lange Kleinstadt befindet sich an der Kreisstraße (Drum județean) DJ125 etwa 20 Kilometer östlich von der Stadt Gheorgheni und etwa 40 Kilometer nördlich von der Kreishauptstadt Miercurea Ciuc (Szeklerburg) im Osten des Kreises Harghita.

## Geschichte
Ende des 18. Jahrhunderts wurde in der Region das Vorkommen von Kupfer entdeckt, sodass Anfang des 19. Jahrhunderts mit der Förderung von Kupfer begonnen wurde. Als 1968 Bălan zur Stadt erklärt wurde, lebten im Ort etwa 16.000 Menschen, von denen etwa 6000 unter Tage tätig waren. Nach der Misswirtschaft des sozialistischen Regimes gefolgt von der Revolution von 1989, wurde 2006 die Kupfermine geschlossen.

## Bevölkerung
Die Kleinstadt hatte 2002 eine Bevölkerung von 7902 Einwohnern, darunter 5121 (64,8 %) Rumänen und 2703 (34,5 %) Szekler. 2021 lebten in Bălan 5414 Menschen, von denen waren 3178 Rumänen, 1623 Magyaren, 79 Roma und einige andere Ethnien, unter denen sich auch zwei als Rumäniendeutsche bekannten.